# Natur og Ungdom
«Природа і молодь» з норв. Natur og Ungdom (NU), також відомий англійською мовою як «Молоді друзі землі Норвегії», — норвезька молодіжна організація Норвегії, що захищає довкілля. Це єдина екологічна молодіжна організація в Норвегії. Нараховує 7000 членів, у 80 локальних групах, працюють над питаннями охорони навколишнього середовища по всій країні. Формально Природа і Молодь є молодіжним відділом Норвезького товариства охорони природи. Організацію очолює Сильє Лундберг.
У 1967, Норвезьке товариство зі зберігання природи (NNV) оголосила про своє бажання мати молодіжну організацію, і дві організації Norsk Feltbiologisk Ungdomsforening (NFU) та Oslo Katedralskoles Naturvernforening вирішили об'єднатися 18 листопада 1967.

## Історія
Організація мала складний початок з кількома учасниками та складною організацією, але у 1970х роках, NU стала краще організованою з більше місцевих підрозділів. У цьому періоді зосереджувалися на сільському господарстві. У 1970х роках ядерна енергетика стала серйозною проблемою в Норвегії і NU набрала організаційну силу, оскільки протистояла планам, і одержала перемогу, коли було вирішено не будувати ядерну енергетику в Норвегії.
Протягом 1970-х і 1980-х років організація працювала з багатьма проблемами, в тому числі Суперечки Альти, а також запобігання забрудненню навколишнього середовища, особливо з промисловості. У 1984 році члени NU та «Грінпіс» очолили завод «Титанія» в Сокндалі в рамках акції громадянської непокори, щоб заборонити викидання 2,2 млн тонн звалищ нафти та кам'яної суміші, змішаної з хімічними речовинами в Дінгандпюті в Джосінгфіорді. Це була перша громадянська непокора прямими діями, зробленая NU. У 1990 році Титанія повинна була депонувати відходи на землі, як вимагали екологи.
Наприкінці 1980-х рр. Енвейременталізм виріс серед широкого загалу населення, чим надалі зміцнило організацію збільшенням членів і місцевих груп.
У 1991 році NU була головним учасником спірних питань Ротволла, боротьби за збереження багатства культурного простору на околицях міста Тронхейм.
На референдумі ЄС у 1994 році NU активно працювало проти членства в ЄС. Протягом кінця 1990-х років основна увага була зосереджена на спробах запобігти будівництву електростанцій з природного газу в Норвегії та в 2000-х (десятиліття), зупиняючи відкриття Баренцевому морі для видобутку нафти.